# Don Rosa
Keno Don Hugo Rosa (/ˈkiːnoʊ ˈdɒn ˈroʊzə/), cunoscut simplu ca Don Rosa, (n. 29 iunie 1951, Kentucky, SUA) este un creator și ilustrator american de benzi desenate, cunoscut pentru poveștile sale cu Scrooge McDuck, Donald Duck și cu alte personaje create de Carl Barks. Creațiile sale au apărut în cărțile de benzi desenate cu personaje Disney, care au fost publicate pentru prima dată în America de compania Dell Comics. Poveștile sale sunt inspirate în mare parte din creațiile lui Carl Barks; printre acestea a fost prima lui poveste cu personaje din universul Duck, „The Son of the Sun” (1987), care a fost nominalizat la premiul Harvey pentru „cea mai bună poveste a anului”.
Rosa a creat aproximativ 90 de povești între anii 1987 și 2006. În 1995 serialul în 12 episoade The Life and Times of Scrooge McDuck a câștigat Premiul Eisner pentru „cea mai bună poveste serializată”.

## Biografie
Bunicul lui Don Rosa, Gioachino Rosa, a trăit la Maniago, un oraș de la poalele Alpilor, în nordul Italiei, în provincia Pordenone. El a emigrat în Kentucky (Statele Unite ale Americii) în jurul anului 1900, a înființat o companie de distribuție de faianță și mozaic, care a avut succes, apoi a revenit în Italia pentru a se căsători și a-și întemeia o familie. În 1915, imediat după nașterea fiului său, Ugo Rosa, Gioachino a revenit la Kentucky cu soția, două fiice și doi fii. Ugo Rosa a crescut și s-a căsătorit mai târziu în Kentucky. Soția lui avea un tată germano-american și o mamă cu origini scoțiene și irlandeze.
Don Rosa s-a născut sub numele Keno Don Hugo Rosa pe 29 iunie 1951 în Louisville, Kentucky. El a fost numit după tatăl și bunicul său. Bunicul său, Gioachino, a fost poreclit „Keno” pentru scurt timp. Tatăl lui Don s-a numit Ugo Dante Rosa, dar a folosit numele de „Hugo Don” Rosa în America.
Rosa a fost admis la studii la Universitatea din Kentucky în 1969. A absolvit în 1973, cu o diplomă de licență în inginerie civilă.

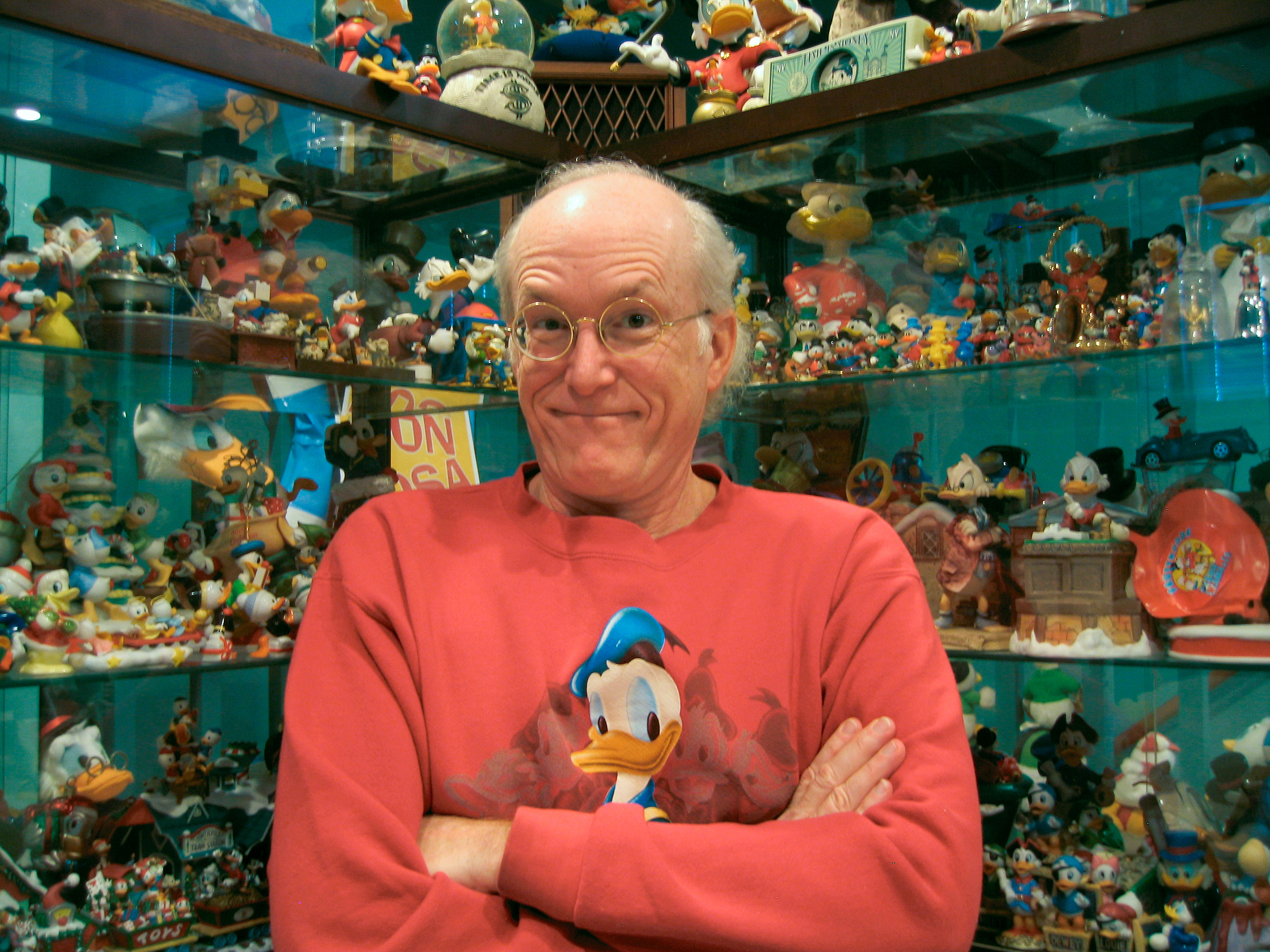
Don Rosa în casa lui în 2010

Prima bandă desenată publicată a lui Rosa (în afară de ilustrațiile sale din ziarele școlii și liceului) a fost o poveste desenată cu propriul său personaj, Lancelot Pertwillaby, intitulată The Pertwillaby Papers. El a creat benzi desenate în 1971 pentru The Kentucky Kernel, ziarul studențesc al Universității din Kentucky, care a vrut o bandă desenată cu accent pe satiră politică.
După obținerea diplomei de licență, Rosa a continuat să creeze benzi desenate ca un hobby, în timp ce lucra la Keno Rosa Tile and Yerrazzo Company, compania fondată de bunicul lui.
În 1986 Rosa a descoperit o carte de benzi desenate editată de Gladstone Comics. Aceasta era prima carte americană de benzi desenate care conținea personaje Disney, după ce Western Publishing a întrerupt publicarea serialului Uncle Scrooge în 1984. Din fragedă copilărie Don Rosa a fost fascinat de poveștile lui Carl Barks despre Donald Duck și Scrooge McDuck. El l-a sunat imediat pe redactor, Byron Erickson, și i-a spus că el era singurul american care s-a născut pentru a scrie și a desena aventurile lui Scrooge McDuck. Erickson a fost de acord să-i trimită o poveste, iar Don Rosa a început să deseneze chiar a doua zi prima sa poveste a universului Duck, „The Son of the Sun”.
După ce a lucrat la revista DuckTales, Rosa aflat că editura daneză Egmont (care se numea la acel moment Gutenberghus) publica reeditări ale poveștilor lui și voia mai multe povești. Rosa s-a alăturat editurii Egmont în 1990. Doi ani mai târziu, la sugestia lui Rosa, Byron Erickson, fostul redactor al Gladstone, a venit să lucreze pentru Egmont mai întâi ca redactor și apoi ca freelancer.
În 1991 Rosa a început să creeze serialul The Life and Times of Scrooge McDuck, o poveste cu 12 capitole despre personajul lui preferat. Serialul a avut succes, iar Rosa a câștigat în 1995 Premiul Eisner pentru cel mai bun serial. La sfârșitul serialului, Rosa a creat uneori capitole „lipsă” suplimentare. Unele dintre capitolele suplimentare au fost refuzate de Egmont, pentru că ei nu au fost interesați de mai multe episoade. Totuși, revista franceză Picsou a fost dornică să publice acele povești. Începând din 1999 Rosa a început să lucreze pe cont propriu pentru revista Picsou. Toate aceste capitole au fost adunate în volumul The Life and Times of Scrooge McDuck Companion.
Rosa este mai popular în rândul cititorilor din Europa decât în țara sa natală, Statele Unite ale Americii. Potrivit lui, nici chiar vecinii săi de vizavi nu știu cu ce se ocupă.

## Colecții de benzi desenate

### Statele Unite ale Americii
- The Don Rosa Classics — The Pertwillaby Papers
- The Don Rosa Classics — The Adventures of Captain Kentucky
- The Don Rosa Classics — The Early (So-Called) Art of Don Rosa
- The Don Rosa Library of Uncle Scrooge Adventures in Color, vol. 1–8
- The Life and Times of Scrooge McDuck
- The Life and Times of Scrooge McDuck Companion
- The Barks/Rosa Collection, vol. 1–3
- Walt Disney Treasury: Donald Duck, vol. 1–2
- Uncle Scrooge and Donald Duck: The Don Rosa Library, vol. 1–10
- Don Rosa's The Life and Times of Scrooge McDuck: Artist's Edition, vol. 1–2
- The Complete Life and Times of Scrooge McDuck, vol. 1-2

## Legături externe
- Don Rosa at the Lambiek Comiclopedia
- The D.U.C.K.man
- Duckhunt
- DuckMaster
- Different information by Don Rosa
- Documentary with and about Don Rosa
- Don Rosa's official Facebook page